# Aéroport de Brive-Souillac

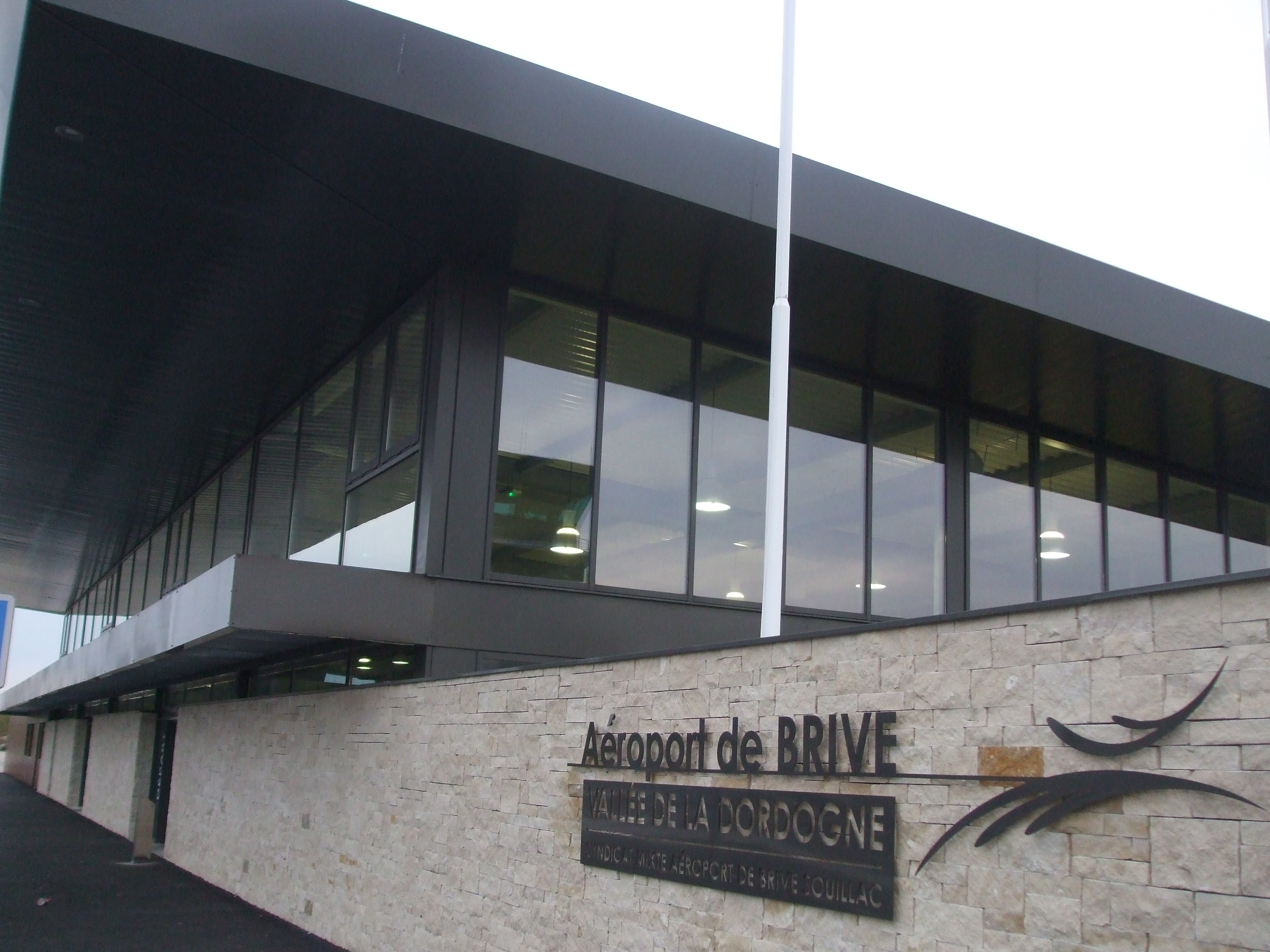
Aérogare de l'aéroport de Brive-Vallée de la Dordogne.

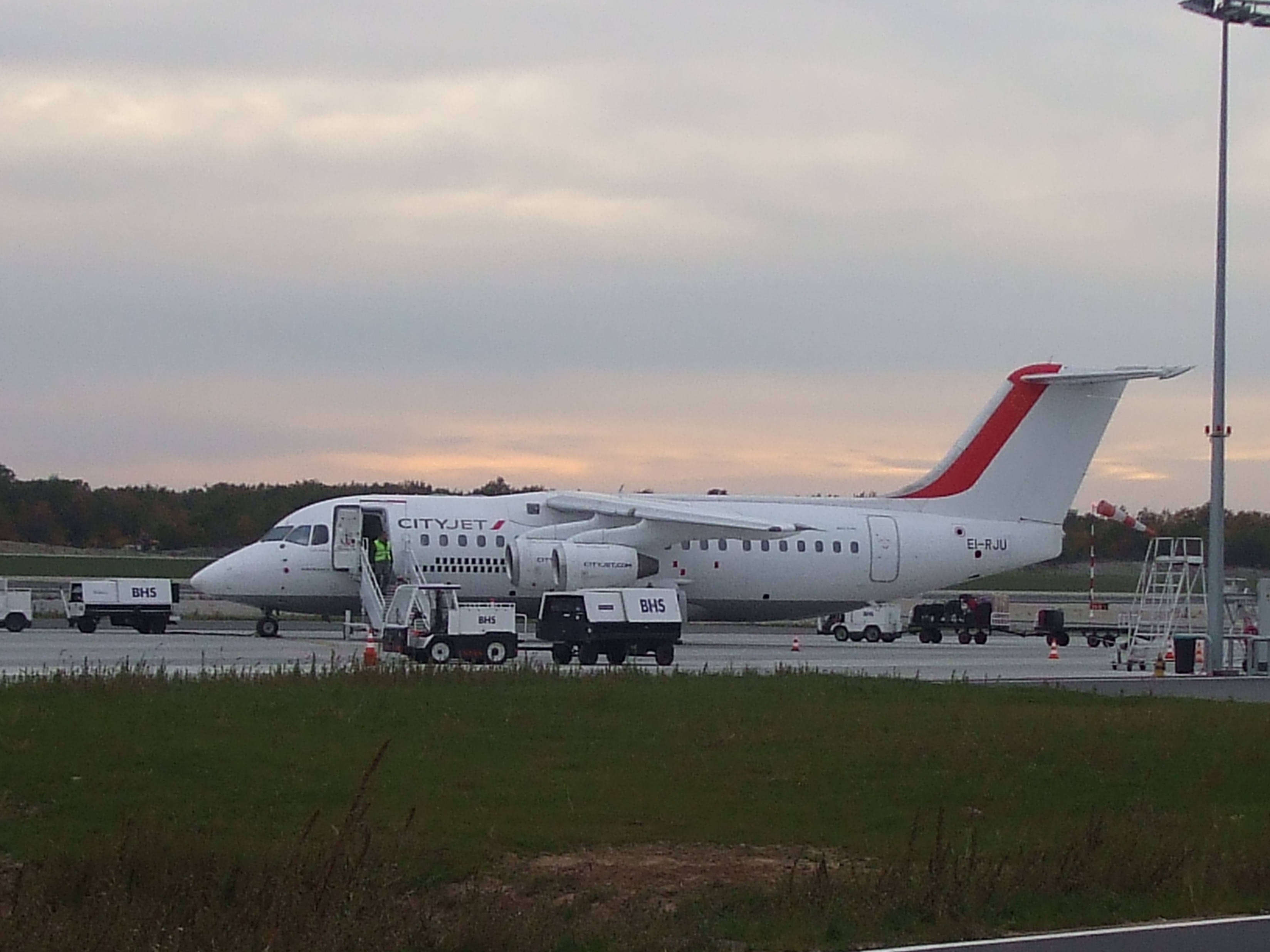
Vol Brive Londres City Airport sur Avro RJ-85 Cityjet.

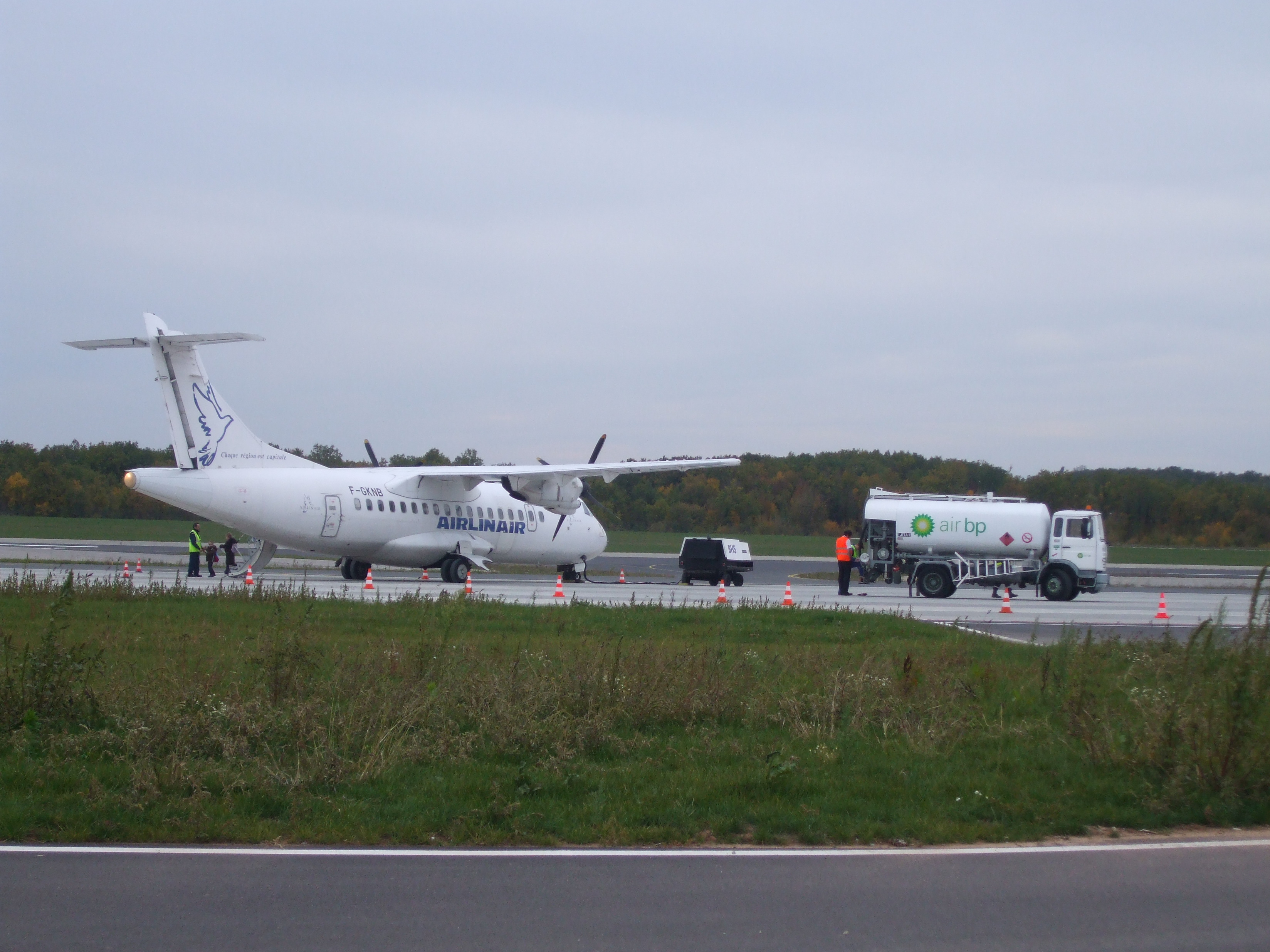
ATR 42-300 F-GKNB d'Airlinair à Brive en 2010.

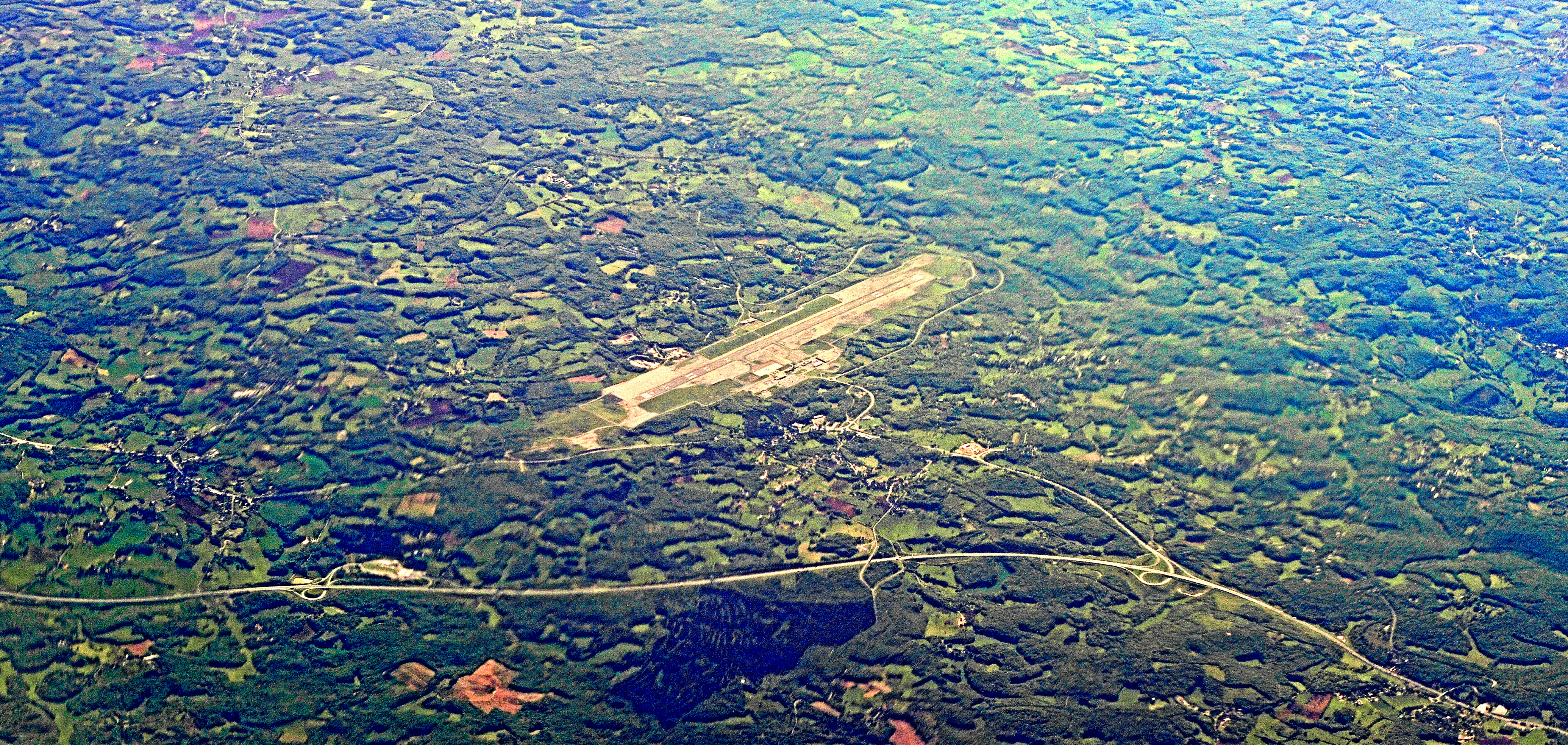
L'aéroport de Brive-Souillac vu du ciel en 2015.

Pour les articles homonymes, voir BVE.
L'aéroport de Brive - Souillac (code IATA : BVE • code OACI : LFSL), également dénommé commercialement aéroport de Brive-Vallée de la Dordogne, est un aéroport ouvert le 15 juin 2010, à proximité de Brive-la-Gaillarde en Nouvelle-Aquitaine et de Souillac en région Occitanie, en bordure des départements de la Corrèze et du Lot sur les communes de Nespouls et de Cressensac, et à proximité de celui de la Dordogne. Plus adapté au trafic international, en particulier l'accueil de compagnies à bas coût vers la Grande-Bretagne, il a remplacé l'aérodrome de Brive-Laroche.

## Histoire

### L'aérodrome de Brive-Laroche
Jusqu'en juin 2010, l'aérodrome de Brive-Laroche était la plateforme aéronautique de l'agglomération de Brive-la-Gaillarde.
Dès octobre 1990, les compagnies TAT, Air Liberté, AirLib et la compagnie aérienne Airlinair effectuaient des rotations vers Paris-Orly.
L'aéroport a été fermé le 15 juin 2010, la piste étant trop petite pour accueillir des avions récents. Il était impossible de l'agrandir car l'aérodrome était entouré d'une zone industrielle.
Tous les vols ont alors été reportés sur l'aéroport de Brive-Souillac.

### Construction de l'aéroport de Brive-Souillac
Le chantier de l'aéroport de Souillac a débuté fin 2005 sur le site de Nespouls/Cressensac pour un coût de 48,7 millions d'euros.
La première pierre de l'aérogare a été posée le 9 juillet 2009 et la mise en service s'est effectuée le 15 juin 2010. Il a été inauguré officiellement le 9 juillet 2010.
L'unique piste, d'une longueur initialement prévue de 1 900 m, a finalement été portée à 2 100 m sur 45 m de largeur.
L'aéroport est un outil de désenclavement pour le nord du Lot, le Périgord et la Corrèze.

### Choix du nom commercial de l'aéroport
En septembre 2009, le syndicat mixte chargé de sa gestion, présidé par Jean-Louis Nesti, décide de donner à « Brive - Souillac » (nom de l'aérodrome d'un point de vue aéronautique), le nom commercial de Brive-Vallée de la Dordogne.
Cette décision provoque de nombreuses protestations d'élus lotois et de la région Midi-Pyrénées, qui y voient une tentative de favoriser Brive et son bassin aux dépens de Souillac et du département du Lot,.

## Installations

### Piste(s)
L’aéroport dispose d’une piste bitumée orientée est-ouest (11/29), longue de 2 100 m et large de 45. Elle est dotée :
- d’un balisage diurne et nocturne (feux basse et haute intensité) ;
- d’un indicateur de plan d’approche (PAPI) pour chaque sens d’atterrissage ;
- d’un système d’atterrissage aux instruments (ILS/DME) pour le sens d’atterrissage 29.

### Prestations
L’aérodrome est contrôlé ou dispose d’un service d’information de vol (AFIS). Dans les deux cas, les communications s’effectuent sur la fréquence de 121,125 MHz. Il est agréé pour le vol à vue (VFR) de nuit et le vol aux instruments (IFR).
S’y ajoutent :
- une aire de stationnement pour l'aviation commerciale ;
- une aire de stationnement pour l'aviation générale ;
- une aérogare passagers de 2 300 m2 (capacité de traitement de 200 000 passagers par an) ;
- des hangars ;
- une station d’avitaillement en carburant (100LL et Jet A1) et en lubrifiant[8].

## Activités

### Transport aérien
Dès le 15 juin 2010, la compagnie Airlinair assure la ligne vers Paris-Orly Sud.
Dès le 25 juin 2010, l'aéroport a été relié à l’aéroport de Londres City par trois vols par semaine avec la compagnie CityJet par des Avro RJ 85. Portée à quatre rotations en août 2011, elle est réduite d'octobre à avril à deux rotations hebdomadaires. En 2015, il n'existe plus que deux rotations hebdomadaires, uniquement en juillet-août, souvent assurées par des Fokker F50 de 50 places, contre 95 pour l'Avro RJ 85. En 2017, la ligne n'existe plus.
Cette ligne avec Londres entrait en concurrence avec celle quotidienne à l'aéroport de Rodez-Marcillac et celle de Ryanair à l'aéroport de Limoges.
Pour l'été 2011, une nouvelle liaison vers Manchester est lancée par Jet2.com à raison de deux rotations par semaine. Elle est abandonnée rapidement, après seulement quatre mois d'activité.
La compagnie irlandaise Ryanair ouvre en 2013 une ligne vers Maastricht, aux Pays-Bas, avant de la fermer l'année suivante, faute de remplissage.
L’aéroport est aussi relié à celui de Paris-Orly par trois vols quotidiens (un seul le dimanche ; aucun le samedi) par la compagnie Hop ! qui assure également la rotation du samedi sur Ajaccio. Ces lignes ont été reprises par la compagnie française Amelia International.
L’aéroport fut aussi relié à celui de Porto, avec une rotation tous les jeudis ou vendredis durant les mois de juillet-août 2014 et 2015 par la compagnie Europe Airpost, aujourd'hui ASL Airlines France.
Depuis 2017, l'aéroport propose quatre destinations (Londres-Stansted, Paris-Orly, Ajaccio et Lyon Saint-Exupery), contre six encore les deux années précédente.
En 2019, l'aéroport est à nouveau relié à Porto mais cette fois toute l'année par Ryanair, à raison de deux vols par semaine.
À la fin de l'année 2019 la ligne a enregistré 23 000 passagers.
Le 05 janvier 2022, la compagnie aérienne Amelia International assure sous son pavillon la liaison avec Paris-Orly dans le cadre d’une délégation de service public de quatre ans et en partage de codes avec Air France.
En 2024, trois compagnies règnent sur l'aéroport de Brive, l'irlandaise Ryanair (trois lignes dont une annuelle), la française Amelia International (trois lignes) et la compagnie normande Chalair Aviation (une ligne régulière : Paris-Orly).

### Formations aéronautiques
- Aéroclub de Brive
- Briv'Air Center - Centre de Formations Aéronautiques de Brive

### Loisirs et tourisme
- Aéroclub de Brive
- Aéroclub des trois provinces
- Aéroclub de Tulle
- Aquar'ailes
- Association vélivole Cavok

### Compagnies aériennes et destinations
Au 26 septembre 2024, les compagnies et destinations suivantes sont annoncées :
| Compagnies       | Destinations                                                                                             |
| ---------------- | --- |
|                  | |
| Chalair Aviation | Paris-Orly En saison : Ajaccio-Napoléon-Bonaparte, Bruxelles-National, Kerry-Killarney, Nice-Côte d'Azur |
| Ryanair          | Porto-F. Sá-Carneiro En saison : Londres-Stansted, Séville-San Pablo                                     |

Ryanair a annoncé se retirer de l'aéroport pour l'hiver 2025, invoquant une conséquence de la hausse de la taxe de solidarité sur les billets d'avion.

### Statistiques
L'aéroport est conçu pour atteindre 250 000 passagers annuels. En 2019, l'objectif est désormais d'atteindre 100 000 en 2022.
Après une forte augmentation jusqu'en 2014, le trafic baisse lentement et en 2017, il est inférieur à 67 000 passagers, soit moins du tiers de ce qui est prévu.
Le graphique qui aurait dû être présenté ici ne peut pas être affiché car il utilise l'ancienne extension Graph, désactivée pour des questions de sécurité. Des indications pour créer un nouveau graphique avec la nouvelle extension Chart sont disponibles ici.

Voir la requête brute et les sources sur Wikidata.
| Année | Passagers | dont low-cost | Mouvements commerciaux | Mouvements non commerciaux |
| ----- | --------- | ------------- | ---------------------- | -------------------------- |
| 2024  | 90 370    | 60 914        | 1 729                  | 11 302                     |
| 2023  | 97 397    | 66 141        | 1 836                  | 11 742                     |
| 2022  | 91 621    | 61 104        | 1 888                  | 12 680                     |
| 2021  | 42 220    | 18 386        | 1 336                  | 15 558                     |
| 2020  | 25 253    | 7 859         | 916                    | 10 686                     |
| 2019  | 93 940    | 39 656        | 2 065                  | 12 133                     |
| 2018  | 69 965    | 17 723        | 2 039                  | 11 346                     |
| 2017  | 66 394    | 17 766        | 1 803                  | 12 841                     |
| 2016  | 66 870    | 19 189        | 2 058                  | 11 032                     |
| 2015  | 68 775    | 21 642        | 1 941                  | 11 905                     |
| 2014  | 71 461    | 23 992        | 2 091                  | 11 008                     |
| 2013  | 63 877    | 19 832        | 2 020                  | 10 256                     |
| 2012  | 57 083    | 13 747        | 1 981                  | 10 082                     |
| 2011  | 61 011    | 17 916        | 1 978                  | 12 029                     |
| 2010  | 35 444    | 6 295         | 1 538                  | 9 035                      |
| 2009  | 20 512    | 0             | 962                    | 5 852                      |
| 2008  | 21 631    | 0             | 969                    | 7 561                      |
| 2007  | 22 692    | 0             | 976                    | 8 966                      |
| 2006  | 24 357    | 0             | 1 051                  | 9 541                      |
| 2005  | 24 728    | 0             | 1 133                  | 9 204                      |
| 2004  | 23 125    | 0             | 1 147                  | 10 698                     |
| 2003  | 22 052    | 0             | 1 046                  | 11 575                     |
| 2002  | 21 925    | 0             | 1 283                  | 11 387                     |
| 2001  | 17 679    | 0             | 940                    | 12 033                     |
| 2000  | 35 668    | 0             | 1 332                  | 14 270                     |
| 1997  | 34 001    | 0             | à renseigner           | à renseigner               |

Les chiffres de 1997 à 2009 concernent l'aéroport de Brive-Laroche.
En 2010, l'aéroport de Brive-Vallée de la Dordogne a accueilli 23 031 passagers.